# 白蘭 (電影)
《白蘭》（韓語：파이란），是2001年上映的一齣韓國電影，改編自淺田次郎短篇小說《情書》。張栢芝憑本片獲得第39屆韓國電影大鐘獎最佳女主角提名。

## 故事大綱
兩顆異地的心﹐既近亦遠......。
母親逝世後，白蘭飄洋過海前往韓國仁川市投靠素未謀面的叔叔，但到了那裡才知道叔叔幾年前已移民加拿大。白蘭身處異鄉，積蓄用盡，無奈之下只好與一個陌生人假結婚以獲取居留權。白蘭從沒有見過自己的「丈夫」，身邊只有他的一張照片和一個名字。白蘭在一間洗衣店打工，大部分薪水要留作簽證費用，生活過得辛苦又孤單，還要忍受周圍人的調侃。唯一帶給白蘭安慰的是房裡那張「丈夫」李江才的照片。白蘭日日夜夜看著這個陌生人，覺得他其實與自己相隔不遠，尤其當自己身體越來越差的時候，這張相片便成了白蘭傾訴的對象......。
「丈夫」李江才並不知道白蘭的遭遇，他當時只是因為缺錢才會同意假結婚。當警察找上門時得知「太太」去世的消息，他一時還反應不過來。在朋友的陪伴下，李江才搭火車前往領回「太太」的遺體。在火車上，李江才看著白蘭的照片，忽然觸動了無限思緒。在洗衣店，李江才從老闆娘手中接過一封白蘭留給他的信。看著信裡的一字一句，他不禁痛哭起來。

## 演員陣容
- 崔岷植 飾 李江才
- 張栢芝 飾 康白蘭
- 孫炳昊
- 孔炯軫
- 金志映
- 閔敬鎮

## 獎項
- 第4屆法國杜維爾亞洲電影節：最佳電影
- 第39屆韓國電影大鐘獎：最佳導演

## 外部連結
- 互联网电影数据库（IMDb）上《白蘭》的资料（英文）